# Lijst van voetbalinterlands Rwanda - Togo
Deze lijst van voetbalinterlands is een overzicht van alle officiële voetbalwedstrijden tussen de nationale teams van Rwanda en Togo. De landen hebben tot op heden twee keer tegen elkaar gespeeld. De eerste ontmoeting, een vriendschappelijke wedstrijd, werd gespeeld in Lomé op 19 november 2008. Het laatste duel, een groepswedstrijd tijdens het African Championship of Nations 2020, vond plaats op 26 januari 2021 in Limbe (Kameroen).

## Wedstrijden
| № | Plaats | Datum            | Competitie                           | Wedstrijd     | Uitslag |
| - | ------ | ---------------- | ------------------------------------ | ------------- | ------- |
| 1 | Lomé   | 19 november 2008 | Vriendschappelijk                    | Togo − Rwanda | 1 − 0   |
| 2 | Limbe  | 26 januari 2021  | African Championship of Nations 2020 | Togo − Rwanda | 2 − 3   |

## Samenvatting
| Competitie                      | Totaal gespeeld | Winst Rwanda | Gelijk | Winst Togo | Doelsaldo Rwanda – Togo |
| ------------------------------- | --------------- | ------------ | ------ | ---------- | ----------------------- |
| African Championship of Nations | 1               | 1            | 0      | 0          | 2 − 3                   |
| Vriendschappelijk               | 1               | 0            | 0      | 1          | 0 − 1                   |
| Totaal                          | 2               | 1            | 0      | 1          | 2 − 4                   |

## Details

### Eerste ontmoeting
| Vriendschappelijk (Lomé, Togo, 19 november 2008): |            |        |
| Togo                                              | 1 – 0      | Rwanda |
| Floyd Ayité 33'                                   | doelpunten |        |

FERWAFA · Rwandees vrouwenelftal
1976 – 1989 · 
1990 – 1999 · 
2000 – 2009 · 
2010 – 2019 ·
2020 − 2029
Algerije ·
Angola ·
Benin ·
Botswana ·
Burundi ·
Centraal-Afrikaanse Republiek ·
Congo-Brazzaville ·
Congo-Kinshasa ·
Djibouti ·
Egypte ·
Equatoriaal-Guinea ·
Eritrea ·
Ethiopië ·
Gabon ·
Ghana ·
Guinee ·
Ivoorkust ·
Kaapverdië ·
Kameroen ·
Kenia ·
Lesotho ·
Liberia ·
Libië ·
Madagaskar ·
Malawi ·
Mali ·
Marokko ·
Mauritanië ·
Mauritius ·
Mozambique ·
Namibië ·
Nigeria ·
Oeganda ·
Senegal ·
Seychellen ·
Soedan ·
Somalië ·
Tanzania ·
Togo ·
Tunesië ·
Zambia ·
Zimbabwe ·
Zuid-Afrika ·
Zuid-Soedan
FTF · Selecties · Togolees vrouwenelftal
1950 – 1959 · 
1960 – 1969 · 
1970 – 1979 · 
1980 – 1989 · 
1990 – 1999 · 
2000 – 2009 · 
2010 – 2019 ·
2020 − 2029
WK 2006
Algerije ·
Angola ·
Bahrein ·
Benin ·
Botswana ·
Bukina Faso ·
Centraal-Afrikaanse Republiek ·
Chili ·
Comoren ·
Congo-Bazzaville ·
Congo-Kinshasa ·
Denemarken ·
Djibouti ·
Egypte ·
Equatoriaal-Guinea ·
Ethiopië ·
Frankrijk ·
Gabon ·
Gambia ·
Ghana ·
Guinee ·
Guinee-Bissau ·
Iran ·
Ivoorkust ·
Japan ·
Kaapverdië ·
Kameroen ·
Kenia ·
Lesotho ·
Liberia ·
Libië ·
Liechtenstein ·
Luxemburg ·
Madagaskar ·
Malawi ·
Mali ·
Marokko ·
Mauritanië ·
Mauritius ·
Mozambique ·
Namibië ·
Niger ·
Nigeria ·
Oeganda ·
Oman ·
Paraguay ·
Rwanda ·
Sao Tomé en Principe ·
Saoedi-Arabië ·
Senegal ·
Sierra Leone ·
Soedan ·
Swaziland ·
Tsjaad ·
Tunesië ·
Verenigde Arabische Emiraten ·
Zambia ·
Zimbabwe ·
Zuid-Korea ·
Zuid-Soedan ·
Zwitserland
Frankrijk (2006) · 
Zuid-Korea (2006) · 
Zwitserland (2006)